# 運用要求F.155

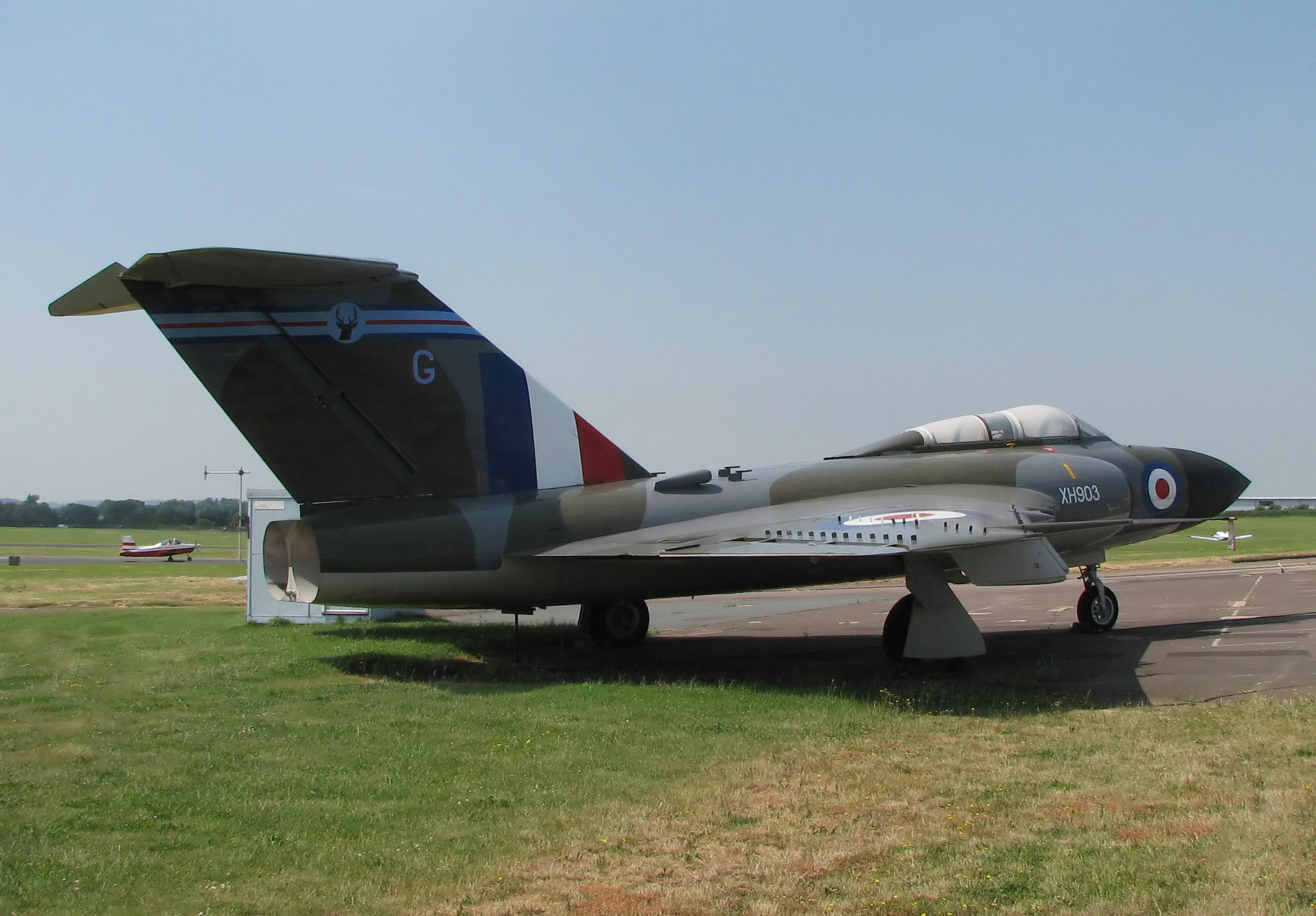
F.155が出された時点で現役にあった、グロスター ジャベリン全天候戦闘機

運用要求F.155（Operational Requirement F.155）は、イギリス軍需省によって出された、超音速爆撃機からイギリスを守るための要撃機の仕様である。
核弾頭搭載可能なソビエト連邦の爆撃機の脅威に関しては、すでに1955年には認識されており、運用要求F.155は超音速要撃機を1962年に運用開始することを計画したものであったが、1957年のイギリス防衛白書によって計画が中止された。この白書は、防衛予算の大幅見直しを行い、大陸間弾道ミサイルとの戦略的脅威と、高高度爆撃機が低空侵攻攻撃機に置き換えられるとし、それに対応できないとして、ほとんどすべての有人戦闘機の開発がキャンセルされた。

## 背景
1950年代前半、イギリス空軍に前線防衛任務は、グロスター ミーティアからグロスター ジャベリン全天候戦闘機へ引き継がれ、さらに近い将来に新しい要撃機が導入される予定であった。これらにはイングリッシュ・エレクトリック ライトニング（拠点防衛要撃機）や、開発中のサンダース・ロー SR.177が含まれていた。ライトニングは従来型のジェットエンジン機であったが、SR.177は高速と高高度性能を得るためにジェットエンジンとロケットエンジンを組み合わせた複合動力機であった。
開発期間の長さを考え、1961年に運用開始が予定されていたカナダのアブロ・カナダ CF-105の採用も検討していた。

## 要求
運用要求F.155では、以下の仕様を満たすことが要求された。
- 20分以内に標的に接敵し要撃が可能なこと（英国から250マイル）
- 標的のスピードはマッハ1を超えると推定する
- 上昇限度：60,000 ft (18,000 m)
- 武装：赤外線誘導およびレーダー誘導ミサイル
- 乗員：2名（パイロット及び武器・航法担当）；必要作業量から、乗員は2名と指定された。

軍需省は、機体とミサイルは一つの「武器システム」、即ち両者は一体のものとなるよう明確に要求した。武器に関する運用要求は、別途Or.1131として提示された。運用要求Or.1131では2種類のミサイルが指定された。
- デ・ハビランド社が開発予定のブルー・ヴェスタ（ブルー・ジェイ Mk.2、Mk.3）
- ヴィッカース社のレッドディーン ミサイルの縮小版であるレッド・ヒーブミサイル

ブルー・ヴェスタは同社のファイアストリークミサイル（レインボーコードでの名称はブルー・ジェイ）の改良版の赤外線誘導ミサイルで、重量150kg、後方からの攻撃に対応していた。計画途中でブルー・ヴェスタは、さらなる発展版であるブルー・ジェイ Mk.4ミサイルに置き換えられることとなった。母機の開発は中止されたが、ブルー・ジェイ Mk.4の開発は続けられ、後にレッドトップとして実戦配備された。レッド・ヒーブは重量が600kg近くあったが、レーダー誘導であるため、標的に対して正面攻撃を含む全方向から攻撃可能であった。さらにはレッド・ヒーブミサイルの縮小版も考慮された。

## 設計
イギリスの航空機メーカーの殆どが、要求に対するそれぞれの試作案を提出した。同時に、エンジンメーカーに対しても、必要な新エンジンの設計が推奨された。この新エンジンにはデ・ハビランド ジャイロンとRolls-Royce RB106が含まれる。
サンダース・ローは、P187を提案した：これは複合エンジン要撃機であるSr.53とSR.177の発展版である。高空ではジェットエンジンの効率が低下するが、それをロケットで補うことにより、加速性能と高高度性能を得ていた。サンダース・ローは、赤外線誘導ミサイルとレーダー誘導ミサイルを2発ずつ搭載し、かつ必要とされる燃料搭載量から、大型の機体が必要と判断した。未来的な流線型のデザインが採用された。ジャイロンエンジン2基により、推力35,000 lb（155.6 kN）を得、さらにデ・ハビランド スペクターロケットエンジン4基が加わり、高度76,000 ft（23,165 m）において、最高速度マッハ2.5を予定した。しかし、Sr.177の3倍に達する98,000 lbの重量、84 ft（26 m）の全長は過大に過ぎると判断された。

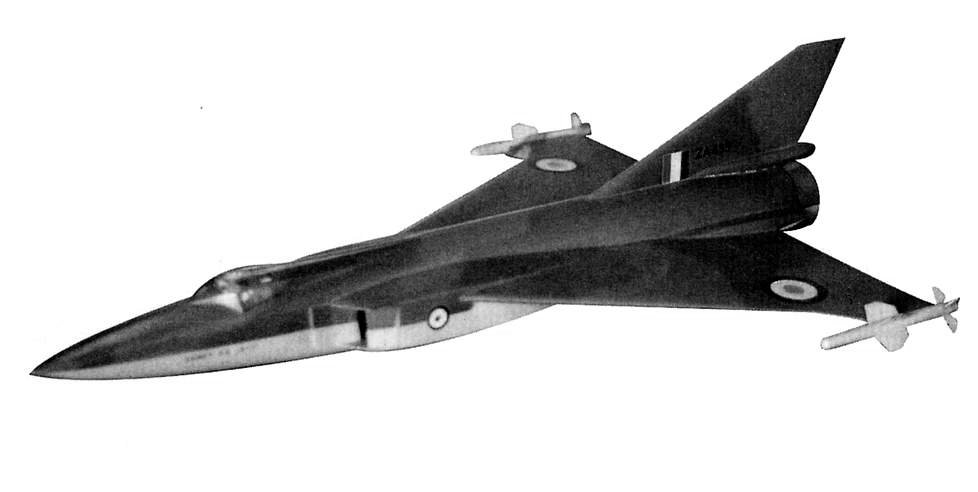
フェアリーFD3。成功した実験機デルタ2（FD2）からの派生機

フェアリー・アビエーションは、実験機デルタ2（FD2）での経験を基に提案を行った。最初の案では既存のFD2をベースとする単発エンジンの機体であり、これは輸出用としての可能性はあったものの、F.155の要求は満たさなかった。その後、要求を満たすために大型の双発エンジン搭載機が設計され、デルタIIIとして知られることになった。この機体の戦闘爆撃機型も考慮された。ブリストル オリンパス21Rエンジンと、腹部の大型ドロップタンクにより、低高度での行動範囲を広げることとなっていた。他の数社と同様、フェアリーも重いレーダー誘導のレッド・ヒーブを含む4発のミサイルを搭載することは厄介であり、このためミサイル搭載を2発とする案を提出した。また、FD2およびFD3を基に、デ・ハビランドのロケットエンジンを合わせて搭載する複合動力機も考慮された。

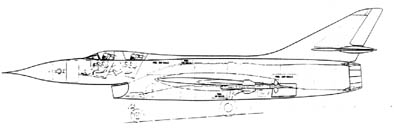
Hawker P.1103社内素案

ホーカー・エアクラフト社は、非常に小型のP.1103を提案した。単発ではあるが、強力な推力25,000 lb（111.1 kN）発展型ジャイロンエンジンを搭載する予定であった。他にロールス・ロイスRB.122、アームストロング・シドレーP.173、さらにはカナダ製のオレンダ イロクォイも検討された。中翼のナセルに2基の脱着型ロケット・ブースターを装備し、3.7分のブーストを可能にした。

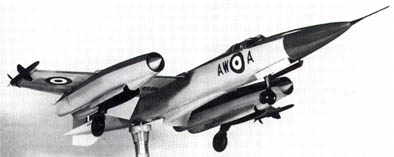
アームストロング・ホイットワースAW.169

アームストロング・ホイットワースは、AW.169を提案した。カミソリのように薄い直線翼にデ・ハビランド ジャイロン・ジュニアエンジンを2基装備し、胴体下部にはロケットエンジンを装備した。翼端に2発のミサイルが装着可能であった。

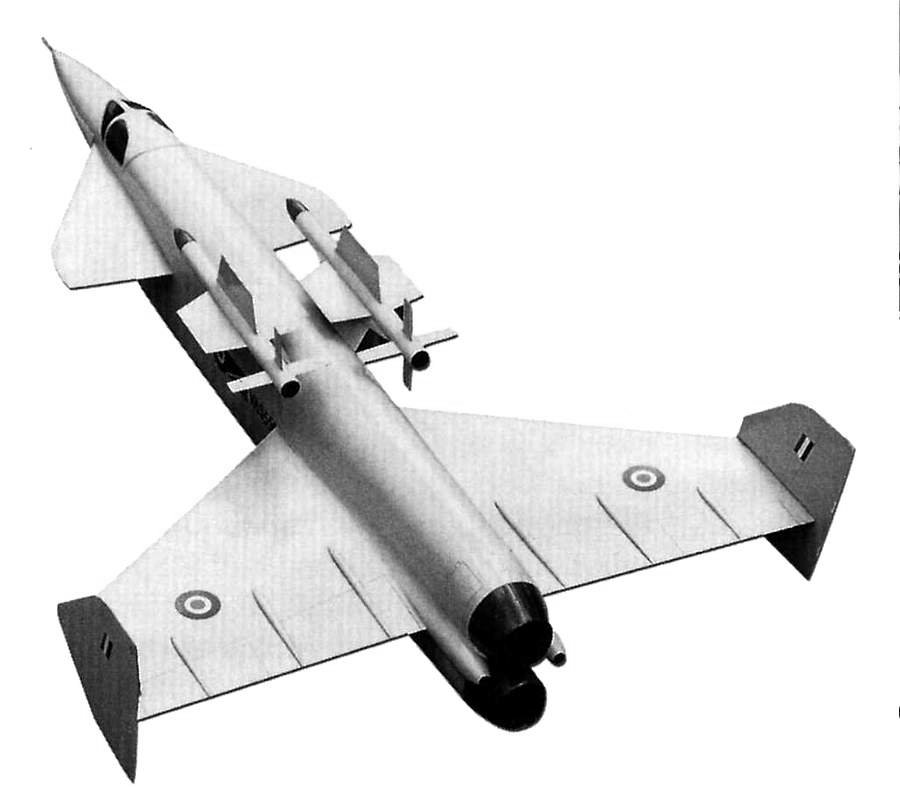
ヴィッカース・アームストロングタイプ559

ヴィッカース・アームストロングのタイプ559はカナード翼デザインであった。上下2基のアフターバーナー付きジャイロンエンジン用に、操縦席下面に巨大な空気取り入れ口を設けた。ジェットエンジンの両側面、丁度主翼の高さに、スペクター・ジュニアロケットエンジンが装備された。垂直尾翼は主翼両端に設けられた。2本のレッド・ヒーブミサイルまたはブルー・ジェイミサイルが、胴体上側、カナードと主翼の中間部に装着可能であった。
機体設計、開発リスク、設計チームの能力とメーカーの負担（ブリストル飛行機は高速実験機ブリストル 188の重要性を鑑み、この競作には招待されなかった）を考慮した結果、AW.169とDelta IIIが最良と判断された。この両機は引き続き開発が続けられることとなったが、その年の終わりまでにAW.169は脱落し、Delta IIIが最終的に残った。しかしながら、翌年4月、1957年度国防白書によって、ほとんど全ての有人戦闘機の計画が中止された。

## 予定仕様

### SR.187
出典：
一般要目
- 乗員：2人（パイロットおよび航法担当）
- 全長：83 ft 6 in (25.5 m)
- 全幅：51 ft 7 in (15.7 m)
- 全高：21 ft 8 in (6.6 m)
- 空虚重量：54,700 lb (24,810 kg)
- 全備重量：97,000 lb (43,990 kg)
- エンジン
  - デ・ハビランド ジャイロン P.S.52、アフターバーナー付き推力25,000 lb (5.6 kN) x 2
  - 発展型デ・ハビランド スペクター5、推力10,000 lb (2.25 kN) x 4

性能
- 最高速度：マッハ2.5
- 行動半径：260 nm (480 km)
- 上昇限度：76,000 ft (23,000 m)

武装
- ミサイル：OR 3101（レーダー誘導ミサイル x 2、赤外線誘導ミサイル x 2）

### AW.169
出典：
一般要目
- 乗員：1人
- 全長：25.6 m
- 全幅：13.82 m
- 全高：
- 全備重量：24,494 kg
- エンジン
  - デ・ハビランド ジャイロン・ジュニアターボジェットエンジン x 4基・推力5,300kg
  - アームストロング・シドレー ロケットエンジン x 1基・推力2,000kg
- 燃料：ケロシン仕様;11,600 lb (5,300 kg)、HTP; 4,500 lb (2,000 kg)

性能
- 最高速度：マッハ2.5+
- 行動半径：260 nm (480 km)
- 上昇限度：76,000 ft (23,000 m)

武装
- ミサイル：レッドディーン空対空ミサイル x 2

アビオニクス
- GEC Xバンド AI Mk 18 derivative, Qバンド ranging レーダー

### フェアリー デルタⅢ
出典：
一般要目
- 乗員：2人（パイロットおよび航法担当）
- 全長：22.6 m (74.3 ft)
- 全幅：14.2 m (46.8 ft)
- 翼面積：Wing area: 102 m2 (1,100 ft2)
- 全備重量：22,888 kg (50,460 lb)、Red Deanミサイル2本搭載時
- エンジン
  - ロールス・ロイス RB.122ターボジェット、推力17,000 lb x 2
  - デ・ハビランド スペクター5、推力5,000 lb x 2

性能
- 最高速度：マッハ2.27

武装
- ミサイル：レッド・ディーン空対空ミサイル、またはBlue Jay mk.4空対空ミサイル x 2

### ヴィッカース タイプ559
出典：
一般要目
- 乗員：2名（パイロットおよび武器・航法担当）
- 全長：20.8 m
- 全幅：12.8 m
- 全高：4.65 m
- 翼面積：57.1 m²
- 空虚重量：18,817 kg
- 全備重量：28,209 kg
- エンジン：デ・ハビランド ジャイロン PS.26/1ターボジェットエンジン（推力89 kN、アフターバーナー時120 kN） x 2　スペクター・ジュニアロケットエンジン（推力22 kN）x 2

性能
- 最高速度：マッハ2.5
- 戦闘行動範囲：241 km
- 上昇限度：18,000 m
- 航続時間：32分

武装
- ミサイル：レッド・ヒーブ レーダー誘導ミサイルまたはブルージェイ赤外線誘導ミサイル x 2

### ホーカー P.1103
一般的な特性
- 乗組員： 2名
- 全長： 19 m
- 翼幅： 12 m
- 全高： 4.72 m
- 翼面積：46 m 2
- 最大離陸重量： 18,983 kg、レッドヘーベミサイル搭載時
- 燃料容量：1,300 USガロン(5,000リットル)
- パワープラント： デ・ハビランド・ジャイロンDGy.1 ターボジェットエンジン推力20,000 lbf（89 kN）アフターバーナー使用時25,000 lbf（110 kN）×1基
- パワープラント： デ・ハビランド スペクター着脱式自己完結型ロケットブースターエンジン×2基、推力2,000 lbf（8.9 kN)

性能
- 最大速度：マッハ2.0
- 速度を超えないこと：低高度では864 mph（1,390 km / h、751 kn）（高高度ではマッハ2.3）
- サービス上限： 68,000フィート（21,000 m）+
- 上昇率：海抜61,000フィート/分（310 m / s）

武装
- ミサイル： レッドトップ空対空ミサイル×2発またはレッドディーン空対空ミサイル×2発またはファイアストリーク空対空ミサイル×2発のいずれかを翼端に搭載

## 参考資料

### 出版物
- Andrews, C.F. and E.B. Morgan. Supermarine Aircraft since 1914. London:Putnam, 1987. ISBN 0 85177 800 3.
- Buttler, Tony. British Secret Projects: Jet Fighters Since 1950. Leicester, UK: Midland Publishing, 2000, ISBN 1-85780-095-8.
- Buttler, Tony. "Futile Rivals: F.155T– The Quest for 'An Ultimate in Interceptors'." Air Enthusiast No. 61, January-February 1996.
- Wood, Derek. Project Cancelled: British Aircraft That Never Flew. Indianapolis: The Bobbs-Merrill Company, 1975. ISBN 0-672-52166-0.